# 本杰明 (漫画家)

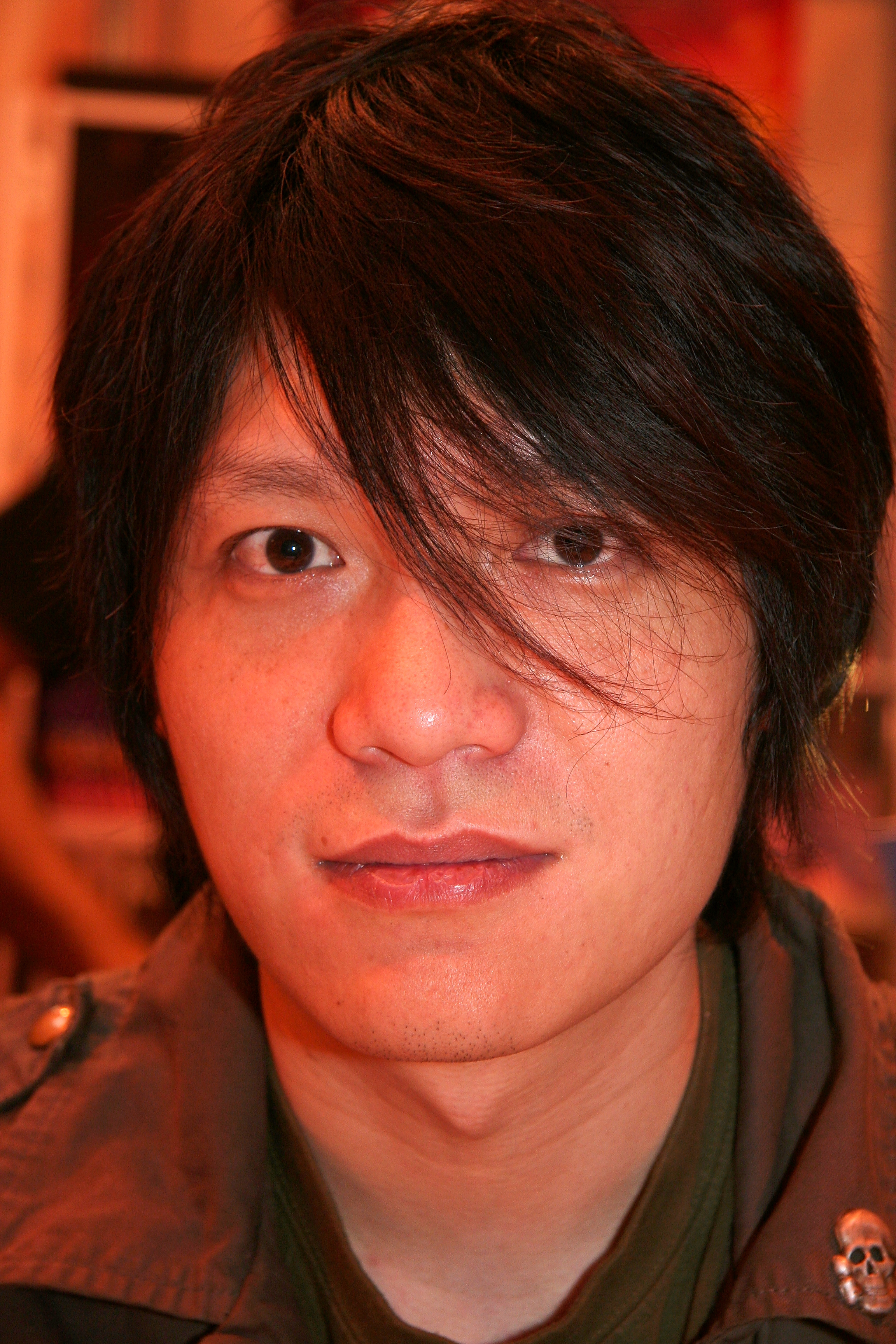
2008年在法国巴黎漫画展上的本杰明

本杰明（英語：Benjamin，1974年5月16日—），本名张彬，是中国大陆一名新锐漫画家。出生于黑龙江省，曾就读于大连轻工业学院服装设计专业。2000年发表了首部漫画作品《SENA警官》。2004年在东方国际原创动画漫画艺术大赛上凭借作品《没有人会飞没有人会记得》获得了金龙奖最佳故事漫画奖金奖。同年还出版了漫画集《remember》(《记得》)，发行20多万册，并获得法国安古兰漫画展大奖。2007年在法国巴黎举办个人画展，大获成功，这是中国漫画家第一次在海外举办漫画个人展。2008年，本杰明及其作品《橘子》获得法国Colomiers漫画展最高奖——“2008最优秀的漫画书”，是第一个获得此奖项的东方人。2009年，本杰明负责制作了法国歌手Jena Lee的单曲《J'aimerais tellement》的MV的动画效果和其专辑《Vous remercier》的封面。